# Hippidion
Genre
Hippidion est un genre éteint d'équidés américains proches des chevaux actuels. Il a disparu il y a environ 10 000 ans vers la fin du Pléistocène. La plupart de ses fossiles ont été découverts en Amérique du Sud (un seul en Amérique du Nord).

## Description
De la taille d'un poney Welsh, il devait ressembler à un âne. La structure des os du nez de ces animaux montre qu'ils ont évolué séparément des autres équidés d'Amérique du Nord.

## Liste d'espèces
Selon Paleobiology Database (16 mars 2019) :
- Hippidion angulatus
- Hippidion devillei
- Hippidion principale
- Hippidion saldiasi Roth, 1899

## Histoire évolutive
Hippidion est considéré comme un descendant d'espèces proches des Pliohippus. Ces équidés sont apparus sur le continent sud-américain il y a environ 2,5 millions d'années, .
Des études basées sur l'analyse phylogénétique du génome mitochondrial laissent envisager que les spécimens de ce genre pourraient être de vrais Equus, et même être assez proches du cheval domestique,.
Hippidion, comme les autres équidés sud-américains, a disparu entre 8 et 110 000 ans même si le fossile découvert dans la Cueva Pali Aike dans le parc national Pali Aike en Patagonie montre que quelques spécimens auraient pu survivre jusqu'à une période récente.

## Environnement
Ces animaux pourraient avoir été chassés par une implantation humaine dite d'une civilisation pré-Clovis.

## Taxonomie
Ce taxon a été présenté par Richard Owen en 1869 pour le fossile découvert dans le sud des États-Unis. Ce terme a été construit à partir de deux racines latines, Hippo désignant le cheval et le suffixe marquant la petite taille. Hippidion peut donc être traduit par petit-cheval.

## Publication originale
(en) Richard Owen, « On Fossil Remains of Equines from Central and South America Referable to Equus Conversidens, Ow., Equus tau, Ow., and Equus arcidens, Ow. », Proceedings of the Royal Society of London, Londres, vol. 159,‎ 1869, p. 559-573 (lire en ligne, consulté le 16 mars 2019). 